# چن یوفانگ
چن یوفانگ (انگلیسی: Chen Yuefang; ۱ مهٔ ۱۹۶۳ – ۱۸ سپتامبر ۲۰۰۰) بازیکن بسکتبال اهل چین بود.